# 茶わんむしのうた
茶わんむしの歌（ちゃわんむしのうた）は、鹿児島県の民謡、唱歌。

## 概要
茶碗蒸しを知らない飲食店の店主が客からの注文を『茶碗に付いた虫』と勘違いしたことから始まったやり取りが歌われている。
NHK教育テレビ「にほんごであそぼ」でも歌われるなど、鹿児島を代表する歌の1つである。

## 来歴
1921年（大正10年）に、現在の霧島市立宮内小学校に勤務していた石黒ヒデが、学校対抗の学芸会で披露した劇「行きくれし旅の子」の劇中歌として作詞・作曲した。
戦後になって、鹿児島の民謡の発掘・収集・普及活動に尽力した久保けんおが鹿児島市立天保山中学校在職中に採譜した。
アメリカの民謡、「ヤンキードゥードゥル」の替え歌であるとの説がある。
2018年（平成30年）、霧島市では霧島どんサポートの会とジミー入枝の協力により本楽曲を用いた「茶わんむし健康体操」を創作している。

## 歌詞
一番は鹿児島県民に広く親しまれているが、曲の知名度に比べ、二番以降の存在はあまり知られていない。原曲は現在歌われているものとは若干異なる。

## レコード・CD
- 宮原おさむ - 1970年代、シングル「茶わん虫の唄/さつま自慢ぶし（歌：上玉利三司）」。補詞・曲：久保けんお。マーキュリーレコード JP-8508-4[3]
- ニッチモ&サッチモ…＋ - 1976年、シングル「茶わん虫のうた/十円もらって」。採譜・補詞・曲：中山大三郎。テイチクレコード BC-1001[4]。
- ジミー入枝 - 2008年、「ドゥーワップ・茶わん虫体操」としてアルバム『ドゥーワップ・ハンヤ 〜ドゥーワップ de 鹿児島民謡〜』に収録。
- そらのたかみ、初見和穂、まおん - 2016年、アルバム『Let's Go! おでかけヒットソング BEST50』に収録。
- おおたか静流、ラッキィ池田、ほのか、かいと - 2023年、アルバム『NHKにほんごであそぼ「るってめら〜 おおたか静流名曲集」』に収録。